# Henryk Nowara

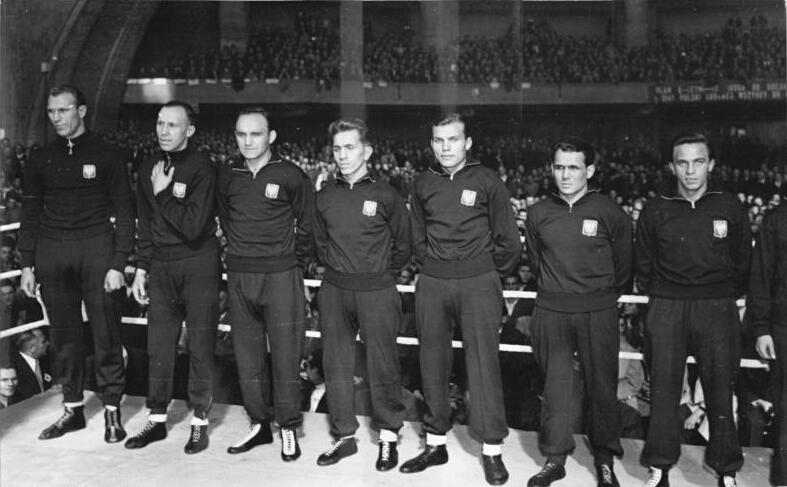
Die polnische Boxmannschaft beim Länderkampf gegen Finnland am 25. Oktober 1950. Nowara ist Dritter von links

Henryk Nowara (* 14. Juni 1924 in Wielke Hajduki, jetzt Chorzów Batory; † 28. November 2001 in Chorzów Batory), Rufname „Hajna“, war Boxer und Boxtrainer sowie mehrfacher Olympiateilnehmer.

## Leben
Seine ersten Erfahrungen mit dem Boxsport sammelte Henryk Nowara vor dem Zweiten Weltkrieg (1935–1939). Während des Krieges wurde er in die Wehrmacht eingezogen, wo er einige Boxkämpfe absolvierte. Zwischen 1946 und 1958 kämpfe Henryk Nowara als aktiver Boxer für den polnischen Boxverband. 1961 hat er den Rang Trainer I. Klasse erreicht und arbeitete danach als Trainer in Polen, Mexiko, Finnland und Schweden. Nach seinem Rückzug aus dem Boxsport lebte er in Chorzów Batory und Bochum. Henryk Nowara starb an Arteriosklerose.
2007 wurde ein Platz in Chorzów Batory nach ihm benannt: Plac Olimpijczyka Henryka Nowary / Platz des Olympioniken Henryk Nowara – 50° 16′ 32,9″ N, 18° 56′ 9,5″ O.

## Leistungen
- Zweifacher polnischer Meister im Mittelgewicht.
- Zweifacher polnischer Vizemeister im Mittelgewicht und Halbschwergewicht.
- Teilnahme an den Olympischen Sommerspielen 1952.
- Absolvierte 347 Kämpfe (gewonnen 314, 27 verloren und 6 unentschieden).
- Zwei Gold- und zwei Bronzemedaillen als Trainer der Mexikanischen Olympiamannschaft bei den Olympischen Sommerspielen 1968 in Mexiko-Stadt.
- Sechs Medaillen als Trainer der Polnischen Mannschaft bei der Box-EM in Madrid.
- Eine Gold-, eine Silber- und zwei Bronzemedaillen als Trainer der Polnischen Mannschaft bei den Olympischen Sommerspielen 1972 in München.